# Brügger & Thomet GL06
Brügger & Thomet GL06 — однозарядний гранатомет розробки швейцарської компанії Brügger & Thomet (B&T). Гранатомет має нарізний ствол з 12 правосторонніми нарізами, регульований відкритий приціл та 4 планки Пікатінні для встановлення прицілу та додаткового обладнання.
В Україні гранатомет виготовляється НВО «Форт» під назвою Форт-600 для потреб армії та силових структур.

## Історія створення
GL06 був розроблений у 2006 році у відповідь на запит поліції, яка прагнула отримати менш смертельну зброю для протидії заворушенням з потребою у високій влучності у зоні протистояння (понад 40 м для таких сценаріїв) під час стрільби ударними набоями. Під ций запит компанія Brügger & Thomet (B&T), що базується на Туні, створила цю модель гранатомета та спеціальний набій, що додало переваги сумісності із широким набором смертельних та менш смертоносних боєприпасів з калібром 40 мм.
З 2010 року в України налагоджене ліцензійне виробництво на підприємстві НВО «Форт» під назвою Форт-600.

## Опис
Гранатомет «Форт-600» призначений для стрільби бойовими гранатами (осколково-фугасними, фугасними, кумулятивними або іншими бойовими гранатами) з метою ураження живої сили та вогневих засобів противника на відстані від 50 до 400 м або гранатами несмертельної дії (газові, світло-шумові та ін.). Приклад даної моделі оснащений прогумованим затильником, який значно амортизує енергію відбою при стрільбі.

## Модифікації
- Форт-600 — зі складним (на бік) пластиковим прикладом.
- Форт-600А — зі складним (на бік) телескопічним прикладом.
- Форт-600-1 — підствольний гранатомет.

## Оператори
- Україна — стоїть на озброєнні Збройних сил України, Національної гвардії України та КОРДу[джерело?]. Сили оборони України з успіхом використовували під час російсько-української війни[3].